# EU INTCEN
O Centro de Inteligência e de Situação da União Européia (EU INTCEN) é o órgão de inteligência da União Européia. Desde janeiro de 2011 o EU INTCEN faz parte do Serviço Europeu de Ação Externa (SEAE), baixo a autoridade do Alto representante da União para os Negócios Estrangeiros e Política de Segurança.

## Funções
A missão do EU INTCEN consiste em proporcionar análise de inteligência, aviso prévio e consciência situacional à Alta Representante Federica Mogherini, ao Serviço Europeu de Ação Externa, a outros órgãos da União Européia com concorrência nos âmbitos da Política Externa e de Segurança Comum, Política de Defesa e de Segurança Comum e Contraterrorismo, bem como aos estados membros.
O EU INTCEN leva a cabo esta missão mediante o rastreamento contínuo e a análise da situação internacional, em particular em regiões sensíveis e em matérias relacionadas com o terrorismo e a proliferación de armas de destruição em massa.

## História
Com o estabelecimento em 1999 da Política Européia de Segurança e de Defesa, um grupo de analistas começou a produzir no que então se chamava Centro de Situação Conjunto (SITCEN) análises de situação baseadas em fontes abertas. A raiz dos atentados do 11 de setembro de 2001, o Alto Representante Javier Solana decidiu utilizar o SITCEN para começar a produzir análises classificadas baseadas em contribuições de serviços de inteligência. A partir de 2002 o SITCEN converteu-se num foro para intercâmbio de informação sensível entre os serviços de inteligência exterior de Alemanha, Espanha, França, Itália, Países Baixos e Reino Unido. Nessa primeira época as funções do SITCEN eram:
- Contribuir para o aviso precoce, em cooperação com os órgãos militares do Conselho. Fontes: inteligência civil e militar, informação diplomática e fontes abertas.
- Realizar monitoramento e análise da situação.
- Proporcionar a infra-estrutura necessária para o funcionamento de células de crise.
- Proporcionar um ponto de contacto operativo para o Alto Representante.[3].

A petição de Javier Solana, o Conselho da União Européia concordou em junho de 2004 que no seio do SITCEN formar-se-ia uma célula contraterrorista.. Esta célula estaria encarregada de produzir análises contraterroristas sobre a base da informação facilitada pelos serviços de segurança dos países membros.
A partir de 2005, o SITCEN utilizou habitualmente a denominação Centro de Situação da União Européia (EU SITCEN). Em 2012, seu nome oficial passou a ser Centro de Análise de Inteligência da União Européia (EU INTCEN) e, em 2015, Centro de Inteligência e de Situação da União Européia (EU INTCEN).

## Diretores
- William Shapcott, antigo diplomata britânico (2001-2010).
- Ilkka Salmi, anteriormente director do serviço finlandês de segurança SUPO (2011-2015).[7]
- Gerhard Conrad, antigo membro do BND, Serviço Federal de Inteligência da Alemanha (2015-2019).[8]
- José Casimiro Morgado, anteriormente Diretor Geral do Serviço de Informações Estratégicas de Defesa de Portugal (2019- ) .[9]

## Organização
Em outubro de 2019 o EU INTCEN está composto por duas Divisões:
- Análise de Inteligência e Produção. É responsável por elaborar análises estratégicas baseadas nas contribuições dos serviços de inteligência e de segurança dos estados membros. Conta com várias secções geográficas e temáticas.
- Apoio, e Obtenção de Fontes Abertas.

Em 2012 e 2013, EU INTCEN contava com cerca de 70 membros.

## Capacidade Única de Análise de Inteligência (SIAC)
Desde 2007, o EU INTCEN faz parte da Capacidade Única de Análise de Inteligência, que combina a inteligência civil (EU INTCEN) com a militar (Direcção de Inteligência do Estado Maior da União Européia). No marco da SIAC elaboram-se análise que incorporam informações recebidas de Serviços de Inteligência civis e militares.
O EU INTCEN e a Direcção de Inteligência do Estado Maior da União Européia são os principais usuários dos serviços do Centro de Satélites da União Europeia (SATCEN), encarregado da interpretação de imagens satelitales.